# Commissione tecnico urbanistica
La commissione tecnico urbanistica in Italia, è un organo comunale e provinciale. 

## Composizione
Si tratta di una commissione consultiva permanente, all'interno della quale i consiglieri sono almeno uno per ogni gruppo presente in consiglio comunale.

## Funzioni
L'attività della commissione urbanistica è di tipo propositivo e prepara i documenti che devono essere poi votati dal consiglio comunale.
In commissione urbanistica sono esaminate tutte le questioni tecniche relative ai provvedimenti di competenza consiliare che riguardano le materie:
- lavori pubblici;
- manutenzioni e servizi tecnologici;
- arredo urbano;
- traffico;
- urbanistica;
- edilizia privata e residenziale pubblica;
- ecologia;
- ambiente;
- gestione del verde pubblico;
- aziende speciali e partecipate per materia;
- regolamenti e capitolati d'appalto.